# Stepaniwka (rejon kamieński)
Stepaniwka (ukr. Степанівка) – wieś na Ukrainie, w obwodzie dniepropetrowskim, w rejonie kamieńskim, w hromadzie Krynyczky. W 2001 roku liczyła 434 mieszkańców.

## Geografia
Wieś leży na prawym brzegu rzeki Mokra Sura, naprzeciw miejscowości Nowoseliwka. 

## Historia

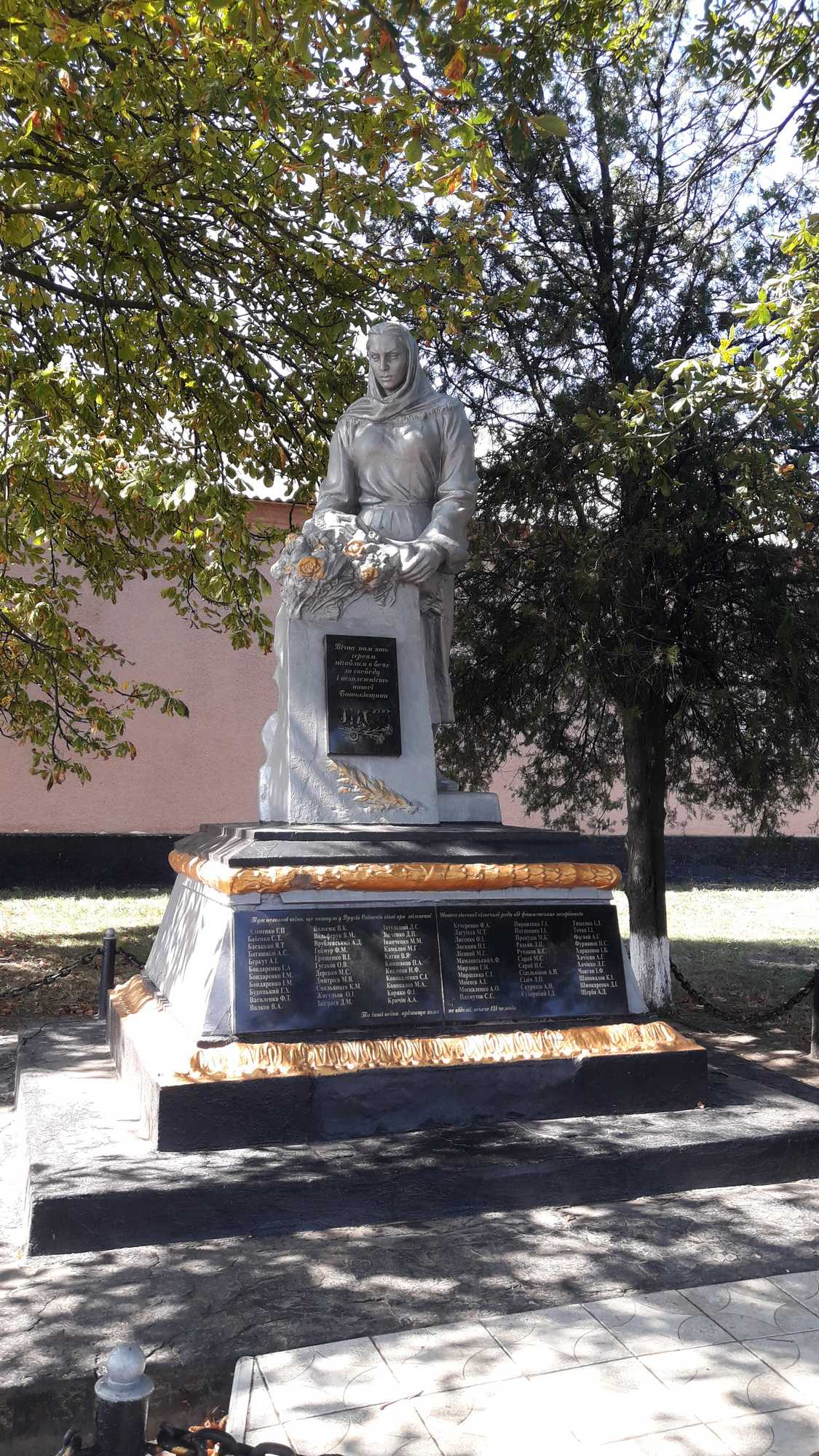
Zbiorowa mogiła 61 żołnierzy radzieckich, którzy zginęli podczas wyzwalania wsi Stepaniwki i Nowoseliwki w dniach 22-25 października 1943 roku. Pomnik znajduje się obok stepaniwskiego domu kultury

W czasie wielkiego głodu zorganizowanego przez władze sowieckie w latach 1932-1933 zmarło co najmniej 64 mieszkańców wsi.

## Ludność

### Język
Podział ludności według języka ojczystego według spisu powszechnego z 2001 roku:
| Język              | Ilość mieszkańców (%) |
| ------------------ | --------------------- |
| ukraiński          | 95,6%                 |
| rosyjski           | 3,9%                  |
| Inne/nie określono | 0,5%                  |

### Urodzeni w Stepaniwce
- Simón Radowitzky – argentyński anarchista żydowskiego pochodzenia